# Ventura Fenaroli
Ventura Fenaroli (Brescia, ... – Brescia, gennaio 1512) è stato un condottiero italiano della Repubblica di Venezia, conosciuto anche come Ventura Fenarolo.

## Biografia
Ventura nacque a Brescia da un ramo della nobile famiglia Fenaroli, al tempo una delle più potenti della città insieme a Gambara, Avogadro, Averoldi, Maggi e Martinengo.
Inizialmente schierato per l'impero francese lo tradisce per arruolarsi nella Serenissima, il suo nome compare per la prima volta nel 1508 nel Veronese a capo di 100 fanti per contrastare l'impero francese.
Nel 1509 a capo di 300 fanti combatte per la difesa di Caravaggio ma, a seguito di un attacco francese che provoca l'incendio dei torrioni e delle mura dei depositi della polvere da sparo, è costretto ad arrendersi.

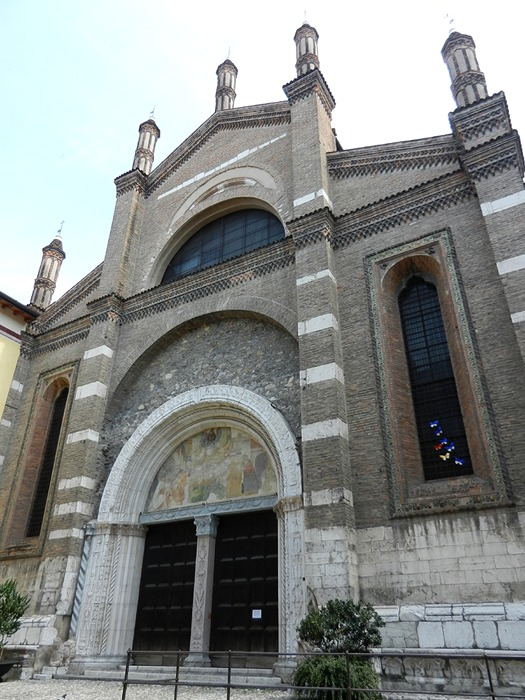
La chiesa di Santa Maria del Carmine, dove Ventura cercò rifugio

Si unisce quindi alla congiura antifrancese di Luigi Avogadro, Valerio Paitone e Giangiacomo Martinengo.
Nonostante il parere contrario del doge Leonardo Loredan, ma con il Senato veneziano dalla loro, decisero che nella notte del 18 gennaio 1512, insieme all'aiuto del capitano Andrea Gritti, avrebbero conquistato la Porta di San Nazzaro. 
Scoperti dai francesi si dispersero per la città. Il Fenaroli, braccato, cerca riparo nella cappella di famiglia della chiesa di Santa Maria del Carmine di Brescia ma, tradito probabilmente dal compagno Giovanni Rubini o, come vuole la leggenda, dal latrato del suo cane, viene scoperto dalla congregazione francese.
Tratto dal nascondiglio il Fenaroli tentò invano di uccidersi col proprio pugnale per non cadere in mano ai nemici e non rivelare nomi e cognomi dei propri compagni. Trascinato in castello, si strappò le bende che tamponavano le ferite dilaniandole con le mani, cadendo morto in un lago di sangue. Adirati, i francesi, il 28 gennaio 1512 ne appesero il cadavere alla ruota a ludibrio per i bresciani in Piazza della Loggia.
Alla simile vista i bresciani piansero la morte di un eroe da seguire come esempio. Pochi episodi avrebbero potuto quanto questo offrire materia di melodrammatiche evocazioni.
Alla sua vedova, Lucrezia (Castelli?), vennero attribuiti esenzioni e sgravi fiscali ed ai figli vennero concessi proventi della cancelleria di Bergamo,  l'estimo del 1517 ricorda che Venezia assegnò alla vedova del Fenaroli l'esenzione fiscale, per onorare la memoria del marito.
Francesco Gamabara, cronista dell'epoca scrisse dell'evento "Quelli paghi non furo, e sì ferito/ Al podestà lo strascinaro avante./ Fenarolo a tal vista inviperito/ Con mano ancor del sangue suo fumante/ Squarcia la propria piaga, e così il lito/ toccò di morte in quel medesmo istante,/ E la turba gridando al sacrilegio,/ In piazza morto l'impiccò per sfregio."
La città di Brescia gli dedicò la via che ancora oggi porta alla chiesa di Santa Maria del Carmine, mentre nel 1834, per commissione del discendente Ippolito Fenaroli Avogadro, il pittore Francesco Hayez fissò sulla tela il momento dell'arresto davanti alla chiesa del Carmine, Ventura Fenaroli arrestato nella Chiesa del Carmine di Brescia da' Francesi.